# Neopluviaal

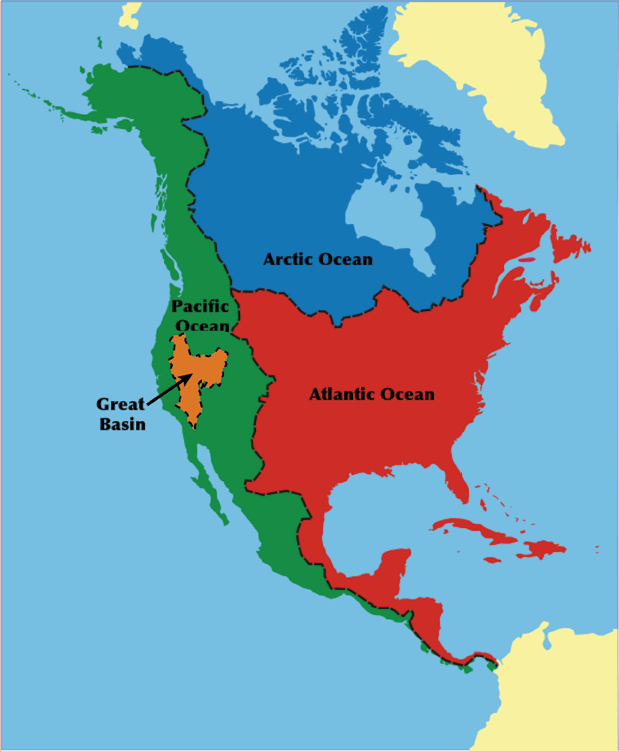
Locatie van het Grote Bekken in oranje

Neopluviaal is een term, die verwijst naar een fase van natter en kouder klimaat, die plaatsvond tijdens het late Holoceen in het westen van de Verenigde Staten, waardoor de niveaus van de meren in het Grote Bekken toenamen en voorheen droge meren en bronnen opnieuw vulden.
Het begin van het Neopluviaal vond ongeveer 6000 jaar BP plaats, maar niet overal tegelijkertijd en eindigde ongeveer 2000 jaar geleden.